# Северна територия
Северна територия (на английски: Northern Territory) е федерална територия на Австралия. Разположена е в северната централна част на страната. На запад граничи с щата Западна Австралия, като за граница им служи 129-ти източен меридиан, на юг е щата Южна Австралия, границата между тях следва 26-ти южен паралел, на изток 138-ми източен меридиан служи за граница между Северната територия и щата Куинсланд, а на север територията граничи с Тиморско 
и Арафурско море и залива Карпентария. Столица и най-голям град е Даруин.
Северната територия обхваща значителна площ от 1 349 129 km² (над 12 пъти територията на България), което я прави трета по площ сред всички осем основни федерални административно-териториални единици на Австралия, но остава изключително слабо населена. С население от 245 854 жители (2018 г.) това е най-малката по население федерална единица на Австралия.
Наред с Даруин други по-важни градове са Алис Спрингс и близко разположения на Даруин – Палмърстън. Климатът е субекваториален, лятото е влажно, а зимата суха.

## Население
Сред сравнително не особено многобройното население (229 675 жители по оценки от 2010 г.) на Северна територия са представени около 100 народности, като около 50 са само организациите представящи различните етноси.
Данните от преброяването през 2006 г. показват, че 68,4% от него са с европейски произход. От тях с английски са 44 662 (20,2%), с ирландски 14346 (6,8%), шотландски 11 759 (5,6%), германски 7729 (3,7%) и италиански 3308 (1,5%). Аборигенското население съставлява 32,5% от цялото, с китайски произход са 4081 жители (1,9%).
Аборигенското население притежава около 49% от земята. Те обаче водят сравнително труден живот, поради което и средната продължителност на живота сред тях е значително под тази отчетена за цяла Австралия.
Аборигенското население е пръснато из цялата територия и включва представители на няколко различни племенни общности Питянтятяра (Pitjantjatjara) край скалното образование Улуру, Аранда край Алис Спрингс, Луритя (Luritja), Уарлпири (Warlpiri), Йолнгу (Yolngu).